# Scotargus secundus
Scotargus secundus är en spindelart som beskrevs av Jörg Wunderlich 1987. Scotargus secundus ingår i släktet Scotargus och familjen täckvävarspindlar.
Artens utbredningsområde är Kanarieöarna. Inga underarter finns listade i Catalogue of Life.